# Sericoides punctata
Sericoides punctata är en skalbaggsart som beskrevs av Antoine Joseph Jean Solier 1851. Sericoides punctata ingår i släktet Sericoides och familjen Melolonthidae. Inga underarter finns listade i Catalogue of Life.